# Capnomanzia
La capnomanzia (dal greco antico καπνός "fumo" e μαντεία "divinazione") è un metodo di divinazione praticata mediante l'osservazione del fumo prodotto dal fuoco.
Nell'antichità oggetto dell'interpretazione era il fumo che si alzava dalle vittime immolate su pire sacrificali, mentre in epoca medievale venivano bruciate piante, come le foglie di alloro, o semi, prevalentemente quelli di sesamo, papavero, verbena e gelsomino.
Il fumo leggero e sottile che si alzava verso destra era di buon auspicio, verso sinistra era portatore di un cattivo presagio. Se invece si alzava verso l'alto stava a significare che al momento non si era pronti per ricevere una risposta o non c'erano cambiamenti in arrivo.